# 蒙特贝洛
蒙特贝洛（英語：Montebello）是美国加利福尼亚州南部洛杉矶县的一座城市，是洛杉矶市的住宅和工业区。2000年人口59,564人。

## 友好城市
- 阿塞拜疆汉肯德（斯捷潘納克特）
- 日本芦屋市